# Ермонела Яхо
Ермонела Яхо (алб. Ermonela Jaho; нар. 1974, Тирана, Албанія) — албанська оперна співачка, сопрано.

## Біографія
Яхо вчилася співу в Тирані. Потім, перемігши в конкурсі організованому італійської оперної співачкою Катею Річчареллі, Яхо змогла займатися в Академії міста Мантуя з 1993 року і закінчити п'ятирічний курс вокалу і гри на фортепіано в Національній академії святої Цецилії в Римі. Яхо є переможницею низки найбільших міжнародних конкурсів в числі яких Конкурс ім. Пуччіні в Мілані (1997), Спонтини в Анконі (1998), найкраща співачка Уексфордського фестивалю (2000).
З 2003 року проживає в Нью-Йорку у США. Відвідує з благодійною метою Албанію.
В останні роки Яхо з великим успіхом виступала на сценах провідних оперних театрів Америки та Європи: Королівська опера в Лондоні, Метрополітен-опера в Нью-Йорку, Гранд-Опера в Парижі. Репертуар Яхо включає оперні партії як ліричного так і драматичного характеру. До числа найкращих ролей співачки належать: Віолетта (Верді, «Травіата»), Мімі (Пуччіні, «Богема»), Анна Болейн (Доніцетті, «Анна Болейн»).